# Gustav Fährmann
Karl Gustav Fährmann (* 23. Juli 1835 in Großschönau; † 8. Oktober 1913 ebenda) war ein deutscher liberaler Politiker (Deutsche Fortschrittspartei, Deutsche Freisinnige Partei).

## Leben und Wirken
Der Sohn des Fabrikanten Karl Gottlieb Fährmann in Großschönau besuchte die Volksschule in seiner Heimatgemeinde. Er war als Fabrik- und Gutsbesitzer in Großschönau tätig. Er produzierte leinene, halbleinene und baumwollene Rock- und Hosenstoffe. Ein kleines Fabrikgebäude wurde erst nach 1905 errichtet.
Von 1867 bis 1877 gehörte er dem Gemeinderat, Kirchen- und Schulvorstand von Großschönau an. Von 1877 bis 1895 vertrat er den 2. ländlichen Wahlbezirk in der II. Kammer des Sächsischen Landtags. Weiterhin gehörte er von Oktober 1881 bis Februar 1887 als Vertreter des 2. sächsischen Wahlkreises (Löbau-Ebersbach) dem Reichstag an.